# 申縛
申縛（?—?），《说苑》作申孺，《楚世家》作申纪，戰國時期齐国的军事人物，在齐威王属下。
齐国田婴策动越国攻打楚国。前333年，楚军与齐军在徐州交战，齐将申缚被楚威王大败。楚威王想让齐威王将田婴罢职赶出齐国。张丑对楚威王说，楚国获胜是因为田盼不被重用，而田婴重用大臣、百姓都讨厌的申缚。现在如果将田婴赶出齐国，齐威王必定重用田盼，再次交战，这对楚国不利。楚王于是不再坚持逐赶田婴。田忌逃亡楚国时，对楚威王说，申缚为将，楚国发兵五万，由上将军率领，能将他擒获；田居为将，楚国发兵三十万，能势均力敌；田盼为将，楚国发举国之兵，由楚王率领，只能仅以身免。因为申缚侮贤者而轻视不肖，田居尊贤者而贱不肖，田盼尊贤者而爱不肖。